# Ефект на доминото
Ефект на доминото е термин в политологията, въведен от американския политолог Збигнев Бжежински. С него се обяснява териториалната логика на политическите и военните конфликти.
Според Бжежински, когато на дадена територия има военен конфликт, съществува голяма вероятност той да се разпространи най-бързо и лесно в съседните на конфликта територии. Вероятността се увеличава, ако структурата на населението (етническа, религиозна, културна или езикова) в съседните области е подобна на тази в зоната на конфликта. Дестабилизацията на съседните територии се дължи основно на бежанците от зоната на конфликта.
В днешно време ефектът на доминото се свързва и с нарастващото влияние на исляма в Европа и възможността Турция да стане пълноправен член на Европейския съюз.
Ефектът на доминото допълва теорията на доминото.